# Roy Glauber
Roy Jay Glauber (New York, 1º settembre 1925 – 26 dicembre 2018) è stato un fisico statunitense.

## Biografia
Nato a New York da Emanuel B. Glauber e Felicia Fox, in una famiglia di origine ebraica, fu professore di fisica all'Università di Harvard e professore aggiunto di scienze ottiche all'Università dell'Arizona. È stato premiato nel 2005 col Premio Nobel per la fisica "per il suo contributo alla teoria dei quanti della coerenza ottica" condividendolo con John L. Hall e Theodor W. Hänsch.
In questo lavoro, pubblicato nel 1963, ha creato un modello di fotorivelamento e spiegato le fondamentali caratteristiche di differenti tipi di luce, come il laser (vedi stato coerente) e la luce da bulbi di luce (vedi corpo nero). Le sue teorie sono ampiamente usate nel campo dei quanti ottici.

## Opere

### Monografie
- Roy J. Glauber, Quantum Theory of Optical Coherence: Selected Papers and Lectures, Wiley, 2007, Bibcode:2007qtoc.book.....G.
- Roy J. Glauber e Per Osland, Asymptotic Diffraction Theory and Nuclear Scattering, Cambridge University Press, 2019.